# 梁横山岛
30°19′40″N 121°55′19″E / 30.32775865565645°N 121.9218921661377°E
梁横山是浙江省舟山群岛中部的一个已经消失的岛屿，位于舟山岛东北部。属舟山市普陀区展茅镇螺门社区管辖。该岛曾经有人口超过1000，并设一村。20世纪末，因海岛交通不便举村迁往螺门集镇区，2000年人口普查时，岛上仅有12人。2008年10月16日，因钓梁围垦工程修筑海塘连通舟山岛后成为舟山本岛的一部分。在围垦前梁横山总面积4.22平方公里，其中陆地面积1.74平方公里。